# Frangula betulifolia
Frangula betulifolia là một loài thực vật có hoa trong họ Táo. Loài này được (Greene) Grubov mô tả khoa học đầu tiên năm 1949.